# Ло-Прадо
Ло-Прадо (ісп. Lo Prado) — комуна в Чилі. Одна з міських комун міста Сантьяго. Входить до складу провінції Сантьяго і Столичного регіону.
Територія — 7 км². Чисельність населення — 96 249 осіб (2017). Щільність населення — 13 749,9 чол./км².

## Розташування
Комуна розташована на заході міста Сантьяго.
Комуна межує:
- на півночі — з комуною Серро-Навія
- на північному сході — з комуною Кінта-Нормаль
- на південному сході — з комуною Естасьйон-Сентраль
- на півдні — з комуною Сан-Бернардо
- на південному заході — з комуною Пудауель